# Veronika Halder
Veronika Halder (ur. 14 października 1980 w Hall in Tirol) – austriacka saneczkarka, medalistka mistrzostw Europy.
Pierwsze sukcesy odnosiła na mistrzostwach świata juniorów zdobywając w 1999 złoto i brąz. W reprezentacji Austrii startuje od 2000. Na igrzyskach olimpijskich wystąpiła dwa razy, w 2006 zajęła piąte miejsce, a w 2010 jedenaste. Na mistrzostwach świata startuje od 2001 roku, najbliżej medalu była w 2004 zajmując czwarte miejsce w drużynie mieszanej i piąte w jedynkach. W mistrzostwach Europy bierze udział od 2002, dotychczas wywalczyła cztery medale: dwa srebrne i dwa brązowe. W 2008 została wicemistrzynią Europy w drużynie oraz brązową medalistką w jedynkach. Na swoim koncie ma również srebro wywalczone w 2010 oraz brąz w 2004, oba w drużynie. Jej największym osiągnięciem w klasyfikacji generalnej Pucharu Świata było piąte miejsce w sezonie 2003/2004. Trzykrotnie stała na podium w zawodach.
Po sezonie 2010/2011 ogłosiła zakończenie kariery.

## Osiągnięcia

### Igrzyska olimpijskie
| Rok  | Miejsce   | Jedynki |
| ---- | --------- | ------- |
| 2006 | Turyn     | 5.      |
| 2010 | Vancouver | 11.     |

### Mistrzostwa świata
| Rok  | Miejsce     | Jedynki | Drużyna mieszana |
| ---- | ----------- | ------- | ---------------- |
| 2001 | Calgary     | 7.      |                  |
| 2003 | Sigulda     | 5.      |                  |
| 2004 | Nagano      | 5.      | 4.               |
| 2005 | Park City   | 7.      |                  |
| 2007 | Innsbruck   | 13.     |                  |
| 2008 | Oberhof     | 13.     |                  |
| 2009 | Lake Placid | 12.     |                  |
| 2011 | Cesana      | 7.      |                  |

### Mistrzostwa Europy
| Rok  | Miejsce    | Jedynki | Drużyna mieszana |
| ---- | ---------- | ------- | ---------------- |
| 2002 | Altenberg  | 10.     |                  |
| 2004 | Oberhof    | 6.      | 3.               |
| 2006 | Winterberg | 14.     |                  |
| 2008 | Cesana     | 3.      | 2.               |
| 2010 | Sigulda    | 4.      | 2.               |

### Puchar Świata

#### Miejsca w klasyfikacji generalnej
| Sezon     | Miejsce |
| --------- | ------- |
| 2000/2001 | =14.    |
| 2001/2002 | =9.     |
| 2002/2003 | 6.      |
| 2003/2004 | 5.      |
| 2004/2005 | 15.     |
| 2005/2006 | 6.      |
| 2006/2007 | 7.      |
| 2007/2008 | =9.     |
| 2008/2009 | 7.      |
| 2009/2010 | 8.      |
| 2010/2011 | 16.     |

#### Miejsca na podium chronologicznie
| Nr | Dzień        | Rok  | Miejscowość | 1. Zjazd | Wynik 1. | 2. Zjazd | Wynik 2. | Łączny czas  | Lokata | Strata   | Zwycięzca       | Przypisy |
| -- | ------------ | ---- | ----------- | -------- | -------- | -------- | -------- | ------------ | ------ | -------- | --------------- | -------- |
| 1. | 15 listopada | 2003 | Sigulda     | 43.525 s | 3.       | 43.430 s | 3.       | 1:26.955 min | 3.     | +0.503 s | Sylke Kraushaar | -        |
| 2. | 7 grudnia    | 2003 | Calgary     | 47.191 s | 3.       | -        | -        | 47.191 min   | 3.     | +0.374 s | Sylke Otto      | [ 5 ]    |
| 3. | 5 listopada  | 2009 | Calgary     | 47.709 s | 4.       | 47.677 s | 2.       | 1:35.386 min | 3.     | +0.208 s | Tatjana Hüfner  | -        |